# Sicilijanska obramba
Sicilijanska obramba je šahovska otvoritev, ki se začne z naslednjima potezama:
1. e4 c5
"Sicilijanka" je eden izmed najpopularnejših in najuspešnejših odgovorov na prvo potezo belega 1. e4. Zahvaljujoč učinkovitosti sicilijanske obrambe proti 1. e4, je 1. d4 za belega statistično uspešnejša otvoritev. New In Chess je v svojem letopisu leta 2000 zapisal, da je od vseh partij v svoji bazi podatkov, beli zmagal 56,1 % od 296,200 partij, ki jih je začel z 1.d4, in samo 54,1 % od 349.855 partij, ki jih je začel z 1.e4, predvsem zaradi sicilijanke, ki je ustavila belega na 52,3 % zmag v 145.996 partijah.
S sicilijanko se začne 17 % vseh velemojstrskih partij in 25 % vseh partij v bazi podatkov Chess Informant. S to otvoritvijo se začne skoraj četrtina vseh partij.
Velemojster John Nunn pripisuje sicilijanski obrambi njeno popularnost predvsem njeni "borbeni naravi; črni igra v večini variant ne samo za izenačenje, temveč tudi za prevlado. Pomanjkljivost je v tem, da beli velikokrat ohrani zgodnjo pobudo, zato mora črni paziti, da ne postane žrtev hitrega napada." Velemojster Jonathan Rowson je razmišljal, zakaj je sicilijanka najuspešnejši odgovor na 1.e4 pa čeprav 1...c5 ne razvije nobene figure in kmet na c5 nadzira samo polji d4 in b4. Zapisal je:
Po mojem mnenju obstaja povsem enostavna razlaga. Če želi beli obdržati pobudo, ki mu je dana s pravico prve poteze, mora izkoristiti svoje priložnosti, da nekaj naredi, preden dobi črni enako število svojih priložnosti. Vendar, da lahko to stori, mora priti v "stik" s pozicijo črnega. Prvi stik je običajno izmenjava kmetov, kar vodi do odprtja pozicije.… Ideja za potezo 1...c5 je torej: ″Dobro, dopustil ti bom odpreti pozicijo in agresivno razviti tvoje figure, vendar za ceno – dati mi moraš enega od svojih središčnih kmetov.″— Jonathan Rowson, Chess for Zebras: Thinking Differently About Black and White
Prvi zapisi sicilijanske obrambe segajo v konec 16. stoletja, ko sta igrala italijanska šahista Giulio Polerio in Gioachino Greco.

## Splošni koncept
S premikom c-kmeta za dve polji, črni uveljavlja nadzor na poljem d4 in se začne boriti za središče šahovnice. V zvezi s tema spominja ta poteza na 1…e5, naslednji najpogostejši odgovor na 1.e4. Vendar šah razliko od 1...e5, 1...c5 ustvari asimetrično pozicijo, kar močno vpliva na nadaljnje poteze obeh igralcev. Beli s premikov kmeta na kraljevi strani po navadi prevzame pobudo na tej stani šahovnice. Poleg tega 1...c5 pripomore le malo k razvoju črnega, za razliko od drugih potez kot so 1...e5, 1...g6, ali 1...Nc6, ki vse ali razvijejo lahko figuro ali jo na to pripravijo. V mnogih variantah sicilijanke naredi črni kasneje v otvoritvi še več potezi s kmeti (na primer, ...d6, ...e6, ...a6, in ...b5). Posledično beli pogosto pridobi precejšne vodstvo v razvoju in nevarne napadalne možnosti.
Medtem pa daje napredovanje kmeta na daminem krilu črnemu tam prostorsko prednost in zagotavlja osnovo za prihodnje operacije na tem boku. Pogosto se v zgodnjih fazah otvoritve črnega kmeta na c5 zamenja za belega kmeta na d4, kar zagotavlja črnemu kmečko prednost v središču. Zamenjava kmetov odpre črnemu tudi c-linijo, na katero lahko postavi trdnjavo ali kraljico, za pomoč pri protinapadu na daminem krilu.